# Charisma Records
Charisma Records – brytyjska wytwórnia płytowa założona w Londynie w 1969 roku przez dziennikarza Tony’ego Stratton-Smitha.  Z uwagi na brak zainteresowania ze strony istniejących wytwórni płytowych rodzajem muzyki prowadzonych przez niego zespołów (The Nice, Bonzo Dog Band, Van der Graaf Generator) postanowił założyć własną wytwórnię. Tak powstała wytwórnia, która odegrała istotną rolę w promocji brytyjskiego progresywnego rocka lat siedemdziesiątych. 
Największy sukces odniosła Charisma dzięki nagraniom grupy Genesis i członków tego zespołu oraz płytom folk-rockowej grupy Lindisfarne. Dla Charismy nagrywali różnorodni stylistycznie artyści jak Patrick Moraz, Rick Wakeman, Malcolm McLaren, Julian Lennon, Brand X i Hawkwind. Wytwórnia wydała też trzy albumy ekipy Latającego Cyrku Monty Pythona.
W Stanach Zjednoczonych Charisma Records często licencjonowała swoje nagrania do innych wytwórni takich jak ABC Records (w tym zależnych od niej wytwórni Dunhill Records i Probe Records), Elektra Records, Atlantic Records, Mercury Records i Arista Records.

W 1983 roku Charisma Records została zakupiona przez Virgin Records, która zmieniła nazwę na Charisma/Virgin, a później Virgin/Charisma. W roku 1986 wytwórnia została zamknięta, a pozostający w niej artyści zostali przeniesieni do Virgin. Na krótko Charisma została reaktywowana w USA w roku 1990 współpracując m.in. z  Enigmą, Right Said Fred, Maxi Priestem. Gdy w 1992 roku firma została ponownie zamknięta, artyści zostali przeniesieni do Virgin.
 
Zdecydowana większość katalogu Charisma jest obecnie własnością wytwórni EMI.

## Lista artystów nagrywających w Charisma Records
- Atomic Rooster
- Tony Banks
- Birth Control
- Bonzo Dog Band
- Brand X
- Enigma
- Peter Gabriel
- Genesis
- Steve Hackett
- Peter Hammill
- Hawkwind
- The Knack
- Alexis Korner
- Lindisfarne
- Julian Lennon
- Malcolm McLaren
- Monty Python
- Gary Moore
- Patrick Moraz
- The Nice
- Maxi Priest
- Rare Bird
- Right Said Fred
- Mike Rutherford
- Saxon
- String Driven Thing
- T’Pau
- Van der Graaf Generator
- Rick Wakeman